# Ilse Roschanski
Ilse Roschanski (* 5. August 1925 in Berlin; † 14. August 2015 ebenda) war eine deutsche SPD-Politikerin.
Roschanski besuchte zunächst eine Handelsschule, ab 1942 war sie Angestellte in einer Behörde. Nach dem Zweiten Weltkrieg arbeitete sie im Bezirksamt Schöneberg. Von 1958 bis 1967 war sie Mitglied des Abgeordnetenhauses von Berlin. Ab 1961 war sie auch Schriftführerin des Präsidiums des Abgeordnetenhauses.